# 肇慶話
肇庆话，是广东省肇庆市本地居民日常使用的粵語方言，其发音基本与廣州話相同。

## 特点
某些音节有改变，音調略高略重。端州與廣西梧州相連，並為粵語白話的發源地。肇庆話接近廣州話，但与广州话亦有差异。主要是韵母广州话比肇庆话多，声母肇庆话比广州话多。